# Порхомовский, Виктор Яковлевич
Виктор Яковлевич Порхомовский (1945—2022) — советский и российский филолог-африканист, учёный в области компаративистики, социолингвистики, этнолингвистики и семитологии, специалист по афразийским и чадским языкам, доктор филологических наук, профессор МГУ имени М. В. Ломоносова, главный научный сотрудник Института языкознания РАН.

## Биография
Родился 4 июня 1945 года в Куйбышеве.
В 1968 году окончил Институт восточных языков МГУ имени М. В. Ломоносова.
С 1968 по 1971 год обучался в аспирантуре при Институте языкознания АН СССР под руководством известного лингвиста А. Б. Долгопольского и одного из создателей сравнительно-исторического словаря афразийских языков, профессора И. М. Дьяконова, оказавшего большое влияние на научный путь Порхомовского. В 1973 году защитил диссертацию на соискание учёной степени кандидат филологических наук по теме: «Исторический консонантизм языков котоко», а в  1993 году докторскую диссертацию по теме:  «Принципы сравнительно-исторического исследования бесписьменных и младописьменных языков: на материале чадских и афразийских языков».
С 1971 по 2022 год на научно-исследовательской работе в  Отделе африканских языков Института языкознания АН СССР — РАН в качестве младшего, старшего, ведущего и главного научного сотрудника. С 1995 года Порхомовский читал курсы лекций по этнолингвистике и сравнительно-историческому языкознанию для аспирантов Института языкознания РАН. Одновременно с 1981 по 1986 год занимался научно-исследовательской работой в Институте востоковедения АН СССР, а с 2000 года в Институте Африки РАН. С 1996 по 2022 год помимо научной занимался и педагогической работой в качестве профессора по кафедре африканистики Института стран Азии и Африки МГУ, где вёл спецкурсы: «Введение в африканистику», «Африканская этнолингвистика», «Язык и общество в Африке», «Языковые контакты в Африке», «Этноязыковые проблемы стран Африки», «Теоретическая грамматика хауса», «Лексикология хауса», «Афразийское (семито-хамитское) сравнительно-историческое языкознание», «Россия и Восток». С 2016 по 2018 год читал курсы лекций «Введение в востоковедение» и «Этнолингвистика» в МГЛУ.
С 1991 по 2018 год, В. Я. Порхомовский качестве приглашённого профессора участвовал в программе по защите докторских диссертаций и присуждению учёных званий, руководил семинарами и занимался чтением курсов лекций по вопросам: «сокотрийская этнолингвистика», «социолингвистическая типология», «межкультурная коммуникация», «сравнительное афразийское и семитское языкознание» в различных зарубежных высших учебных заведениях, в том числе: Университет Париж VIII, Университет Экс-Марсель, Университет Ниццы — Софии Антиполис, Практическая школа высших исследований, Национальный институт восточных языков и культур (Франция); Майнцский университет, Байройтский университет, Франкфуртский университет имени Иоганна Вольфганга Гёте, Институт эволюционной антропологии Общества Макса Планка (Германия); Пизанский университет, Восточный университет (Италия). В 2016 году Порхомовский выступал на пленарной сессии Академии надписей и изящной словесности в качестве приглашённого докладчика по теме «Устное и письменное в синхронной и диахронической перспективе».
Умер 10 октября 2022 года в Москве.

## Научная деятельность и вклад в науку
В. Я. Порхомовский занимался научно-исследовательской деятельностью и внёс значительный вклад в такие области наук как компаративистика,  этнолингвистика, социолингвистика и семитология, а так же чадское и афразийское (хамитско-семитское) языкознание. Порхомовский занимался исследованиями в области: литературных норм, младописьменных языков, генетической классификации языков, в том числе языка хауса и сокотрийского языка; этимологические исследования, реконструкции лексики и фонетики, афразийской глагольной системы на основе берберских, чадских и семитских языков; этнолингвистические исследования проводимые на острове Сокотра, в том числе культура и язык; языковая политика в странах Африки; занимался стратегией перевода Ветхого Завета на основе европейских и африканских языков; вопросами межэтнических  контактов и конфликтов в странах Востока. Порхомовский совместно с В. В. Наумкиным занимался исследованиями в области сокотрийского языка и устных эпических традиций острова Сокотра, по результатам которых был выделен принципиально новый этап развития в этой отрасли семитологии. Порхомовским совместно с А. И. Коваль и В. А. Виноградовым была разработана новейшая модель социолингвистической типологии в том числе в вопросах этноязыкового разнообразия.
Порохомовский являлся руководителем проектов в рамках программ фундаментальных исследований РАН и Отделения историко-филологических наук РАН; был руководителем четырёх издательских и пяти коллективных исследовательских проектов в рамках Российского гуманитарного научного фонда. Порхомовский являлся автором статей в Лингвистическом энциклопедическом словаре, в том числе по афразийским и хамитским языкам; был соавтором в разработке типовых статей для многотомного энциклопедического издания «Языки мира»; являлся  участником трёхтомного труда «Логический анализ языка», пятитомного труда «Основы африканского языкознания» и коллективного труда «Сравнительно-исторический словарь афразийских языков»,  который внёс существенный вклад в восточное языкознание. Около 90 статей Порхомовского публиковались в 3-м издании Большой советской энциклопедии и Большой российской энциклопедии, в энциклопедии «Африка» (2010).

### Профессиональные членства
- Сопредседатель Комиссии РАН по истории литературных языков (с 1989);
- Член Научного совета РАН по проблемам экономического, социально-политического и культурного развития стран Африки;
- Постоянный соруководитель лингвистических секций международных конференций африканистов (раз в три года);
- Член редакционных комитетов (коллегий) журналов: «Восток – Oriens», «Afrika und Übersee», «De Kêmi à Birit Nâri, Revue Internationale de l'Orient Ancien», «Language in Africa»,  «Linguistique arabe et sémitique», «Научный результат. Вопросы теоретической и прикладной лингвистики», «Вопросы журналистики, педагогики, языкознания»;
- Член трёх специализированных советов (филологические науки) по защите докторских диссертаций при ИСАА МГУ и ИЯРАН[4][7][8][9]

### Участие в международных конференциях
Порхомовский был участником (докладчиком) более тридцати различных международных научных конференций
- Международная конференция по африканской социолингвистике в 1975 году в Лейпциге;
- Международный семинар по африканскому и карибскому языкознанию в рамках ЮНЕСКО проводимого в 1985 году в Париже;
- Международный конгресс по социолингвистике в 1989 году в Бургасе; *Международный конгресс по эфиопским исследованиям, проходивших в Москве (1986) и в  Париже (1988);
- Международные семито-хамитские (афроазиатские) конгрессы, проходившие в Вене (1987),  Москве (1994), Берлине (2004 и 2010) и Неаполе (2008);
- Международные кушитские и омотские конгрессы, проходивших в Турине (1990), Берлине (1994) и Париже (2008);
- Международные хамито-семитские и чадские коллоквиумы, проходивших во  Франкфурт на Майне (1991), Байройте (2007) и Париже (2011); *Международный нило-сахарский конгресс в Ницце (1992); *Международный коллоквиум по семито-хамитским языкам в София-Антиполис (1994);
- Международные конференции «Мега-Чад», проводимых в Париже (1991), Франкфурт на Майне (1993) и Неаполе (2012);
- Международные семинары по доисламской Аравии в Санкт-Петербурге (1995) и Экс-ан-Прованс (1996);
- Международные семинары по аравийским исследованиям  в Оксфорде (1997) и в Лондоне (1996—2002);
- Международная конференция по сиро-месопотамским исследованиям в Оксфорде  (1997);
- Международный конгресс по африканскому языкознанию в Лейпциг (1997) и Кельне (2009);
- Международный семинар по арабскому и семитскому языкознанию в Париже (1998);
- Итальянская международная конференция по афроазиатскому языкознанию в Бергамо (2003), Турине (2011), Риме (2014);
- Международная конференция «The body in language» в Варшаве (2011);
- Международная конференция африканистов проходивших в Москве (2000—2014);
- Международный коллоквиум INALCO  в Париже (2008 и 2012);
- Международный коллоквиум по семитским исследованиям в Тель-Авиве (1999);
- Международный коллоквиум по африканской лингвистике в Лейдене (2000 и 2011),
- Конгресс германских востоковедов в Халле (2004);
- Международный конгресс по чадским исследованиям в Лейпциге (2001 и 2009), Париже (2005 и 2011), Байройте (2007), Неаполе (2010), Гамбурге (2013); *Международный берберский коллоквиум  во Франкфурте (2002) и Байройте (2004, 2012 и 2014);
- Международный коллоквиум по общему языкознанию в Праге (2008); *Международный коллоквиума по семитским исследованиям  в Экс-ан-Провансе (2002 и 2012);
- Международного коллоквиум «Grammatische und lexikalische Strukturen im Wandel» в Кельне (2012);
- Ломоносовские чтения  в Москве (с 1997 по 2020);
- Международная конференция «Сабейские встречи»  в Пизе (2015); *Чтения памяти Д. А. Ольдерогге в Санкт-Петербурге (2007—2015);
- Международная конференция «Языки стран Дальнего Востока, Юго-Восточной Азии и Западной Африки. LESEWA» в Москве и Санкт-Петербурге (1997—2020)[1]

### Избранные труды
- Очерки по этнолингвистике Сокотры / В. В. Наумкин, В. Я. Порхомовский. — Москва : Наука, 1981. — 128 с.
- Социолингвистическая типология Западная Африка / В. А. Виноградов, А. И. Коваль, В. Я. Порхомовский. - Москва : Наука, 1984. - 128 с.
- Африканское историческое языкознание : Пробл. реконструкции : [Сб. ст.] / АН СССР, Ин-т языкознания; [Отв. ред. и авт. предисл. В. Я. Порхомовский]. — Москва : Наука, 1987. — 566 с.
- Устные формы литературного языка: История и современность / РАН. Ин-т языкознания; Отв. ред.: В. Я. Порхомовский, Н. Н. Семенюк. — Москва : Эдиториал УРСС, 1999. — 381 с. — ISBN 5-901006-98-8
- Социолингвистическая типология / В. А. Виноградов, А. И. Коваль, В. Я. Порхомовский. — Изд. 2-е, испр. и доп. — Москва: 2008. — 126 с. — ISBN 978-5-382-00501-0
- Социолингвистическая типология : [язык и общество, типология коммуникативных сред, генерализация коммуникативных сред, ареально-страноведческий аспект социолингвистической типологии, типология коммуникативных сред дисперсионного языка] / В. А. Виноградов, А. И. Коваль, В. Я. Порхомовский. — Изд. 3-е. - Москва : URSS, 2009. — 126 с. — ISBN 978-5-397-00047-5
- Развитие языков и литератур в контактных ситуациях: материалы круглого стола / ФГБУН Институт языкознания РАН, Комиссия РАН по истории литературных языков ; [ответственные редакторы: В. Я. Порхомовский, И. И. Челышева]. - Москва : Буки Веди, 2017. — 212 с. — ISBN 978-5-4465-1645-2
- Очерки по исторической и антропологической лингвистике / В. Я. Порхомовский ; Российская академия наук, Институт языкознания. - Москва : Издат. Дом ЯСК: языки славянской культуры, 2018. — ISBN 978-5-94457-339-1
- Очерки по исторической и антропологической лингвистике / В. Я. Порхомовский ; Российская академия наук, Институт языкознания. — Москва : Издат. Дом ЯСК: языки славянской культуры:
  - Т. 1. — 2018. — 388 с. — ISBN 978-5-94457-337-7
  - Т. 2. — 2018. — 390 с. — ISBN 978-5-94457-338-4
- Основы африканского языкознания. Языковые контакты в Африке / [В. А. Виноградов, В. Я. Порхомовский, И. Н. Топорова и др. ; ответственный редактор А. Б. Шлуинский] ; Федеральное государственное бюджетное учреждение науки, Институт языкознания Российской академии наук. — Москва : Издат. дом ЯСК, 2018. — 380 с. — ISBN 978-5-6041006-9-1[11]